# Amenhotep I
Amenhotep I – faraon, władca starożytnego Egiptu XVIII dynastii, z okresu Nowego Państwa, trzeci syn Ahmose I i królowej Ahmes-Nefertari, drugi władca XVIII dynastii.
Panował prawdopodobnie w latach od 1525 p.n.e. do 1504 p.n.e. Według Manethona – 20 lat i 9 miesięcy, na co poparciem są biograficzne inskrypcje z grobowca Amenemhata, w których stwierdza on, że służył pod panowaniem Amenhotepa Dżeserkare 21 lat. Jednakże ostatnim potwierdzonym rokiem jego panowania jest rok 10. Amenhotep osiągnął sukcesję, będąc trzecim synem Ahmose I, w wyniku śmierci swych dwóch braci, następców tronu. W pierwszych jego latach panowania regencję sprawowała jego matka.
W wyniku śmierci Ahmose, Libijczycy korzystając z okresu przełomu władzy, najechali zachodnie obszary Delty Nilu, powodując konieczność zorganizowania przez nowego króla błyskawicznej kampanii przeciw nim. W jej wyniku, pomimo braku doświadczenia nowego króla, najeźdźcy zostali szybko wyparci z Egiptu. Dalsze lata jego panowania to okres stabilizacji i spokoju wewnętrznego i zewnętrznego. Według inskrypcji z grobowca Ahmesa, syna Abany, Amenhotep podjął jedynie wyprawę do Nubii, w okolice II katarakty, w wyniku której wicekrólem został mianowany Turi, a na południowych rubieżach państwa wzniesiono świątynie w Sai. Z jego rozkazu rozbudowę świątyni Amona w Karnaku powierzono architektowi Ineni, który później za panowania Totmesa I był wykonawcą pierwszego królewskiego grobowca w Dolinie Królów.
Amenhotep pojął za żonę swoją siostrę – Ahhotep II, z którą miał jednego syna Amenemhata, zmarłego w wieku około 2 lat. W związku z tym, że nie zostawił po sobie następcy tronu, sukcesję po nim przejęła boczna gałąź dynastii. Tron objął Totmes I, który aby uprawomocnić swą władzę, pojął za żonę siostrę Amenhotepa – Ahmes.
Panowanie Amenhotepa I to lata stabilizacji i rozkwitu zarówno kulturalnego, jak i gospodarczego. Za jego czasów wybudowano sanktuarium Hathor w Deir el-Bahari (zniszczone za czasów Hatszepsut), w Górnym Egipcie w Kom Ombo i świątynię Nechbet w El-Kab i w Abydos. W czasie jego panowania prawdopodobnie ukończono ostateczną wersję królewskiej księgi grobowej Amduat, która po raz pierwszy pojawiła się w grobowcu Totmesa I w postaci malowideł i inskrypcji.

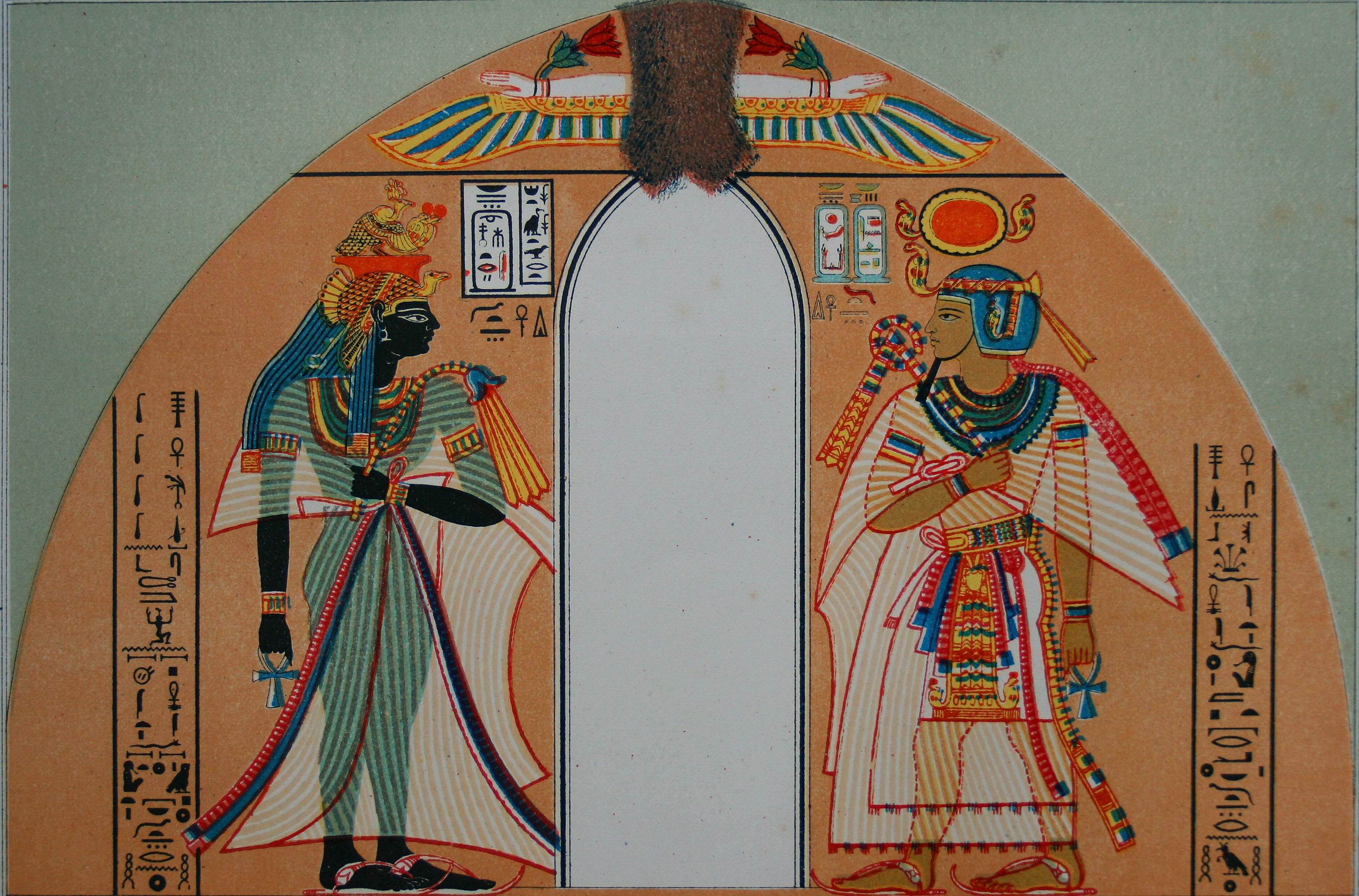
Stela przedstawiająca Amenhotepa I i jego matkę Ahmes-Nefertari

Amenhotep I został prawdopodobnie pochowany w królewskiej nekropoli w Dra Abu al Naga, ale jego grobowiec nie został, jak dotąd, odnaleziony. (Istnieją hipotezy o pochowaniu Amenhotepa I w Dolinie Królów w grobowcu KV39). Mumię króla odnalazł Brugsch w skrytce DB-320 w Deir el-Bahari. Obecnie znajduje się w Muzeum Egipskim w Kairze.

## Tytulatura
Jego nomen odczytuje się jako Amenhotep lub Amenhotpe, a u Manetona wymieniony jest jako Amenophis. Imię to oznacza w języku polskim „Amon jest zadowolony”:
|             |        |            |
| \| \| \| \| |        |            |
|             |        |            |
| i           | mn · n | Y1 · t · p |

| i | mn · n | Y1 · t · p |

|             |        |            |
| \| \| \| \| |        |            |
|             |        |            |
| i           | mn · n | Y1 · t · p |

| i | mn · n | Y1 · t · p |

Prenomen władcy odczytywany jest jako Dżeser-Ka-Re, tj. „Święta-jest-Dusza-Re”:
|             |     |     |
| \| \| \| \| |     |     |
|             |     |     |
| N5          | D45 | D28 |

| N5 | D45 | D28 |

|             |     |     |
| \| \| \| \| |     |     |
|             |     |     |
| N5          | D45 | D28 |

| N5 | D45 | D28 |

Znana tytulatura Amenhotepa jest bardzo rozbudowana.